# امیر کعبه‌ای
امیر کعبه‌ای (زادهٔ ۲۳ آذر ۱۳۱۸ – درگذشتهٔ ۲ آذر ۱۳۹۰) شاعر، ترانه‌سرا و تهیه‌کننده موسیقی اهل ایران بود. وی از سال ۱۹۸۱ با تأسیس شرکت پارس ویدیو، فعالیت خود را در لس‌آنجلس، کالیفرنیا آغاز کرد. ترانهٔ معروف «قصهٔ امیر» از سروده‌های اوست.

## زندگی
امیر کعبه‌ای در ۲۳ آذر ۱۳۱۸ متولد شد. وی پس از انقلاب، در سال ۱۳۵۸ به آمریکا مهاجرت کرد و در سال ۱۳۶۰ به‌همراهی منوچهر بی‌بیان، شرکت پارس ویدیو را تأسیس کرد که وظیفهٔ تولید و بازنشر آثار هنرمندان تبعیدی را برعهده داشت.

## ترانه‌سرایی
خفقان تولید و نشر موسیقی در ایران، موجب شد که وی علاوه بر تولید آلبوم‌های گوناگون برای هنرمندان، حرفهٔ ترانه‌سرایی را آغاز کند. «قصهٔ امیر» با صدای سیاوش قمیشی، «عاشق‌ترین» با صدای هایده و «کویر باور» با صدای حبیب از آثار ماندگار او در زمینهٔ ترانه‌سرایی است.

## ترانه «قصهٔ امیر»
امیر کعبه‌ای در اواسط دههٔ شصت، از ناحیه کمر فلج شد که در سال‌های بعد، بیماری‌اش رو به وخامت گرایید. وی ترانه‌ای را با مطلع «مثل آزادی تو زندون» در وصف شرایط بد جسمانی‌اش نوشت که این ترانه با نام «قصهٔ امیر» و با صدای سیاوش قمیشی در سال ۱۳۶۶ اجرا شد و در سال ۱۳۷۵، نیز با تنظیم جدیدی از استیو مک‌کرام منتشر شد. این ترانه از اولین سروده‌های وی می‌باشد.

## درگذشت
امیر کعبه‌ای به‌علت ابتلا به بیماری پارکینسون، در ۲ آذر ۱۳۹۰ (۲۳ نوامبر ۲۰۱۱) در لس آنجلس، کالیفرنیا درگذشت.

## آثار
| نام ترانه       | خواننده      | ترانه‌سرا    | آهنگ‌ساز      | تنظیم          |
| --------------- | ------------ | ----------- | ------------ | -------------- |
| قصهٔ امیر        | سیاوش قمیشی  | امیر کعبه‌ای | سیاوش قمیشی  | استیو مک‌کرام   |
| سراب            | سیاوش قمیشی  | امیر کعبه‌ای | سیاوش قمیشی  | استیو مک‌کرام   |
| کویر باور       | حبیب         | امیر کعبه‌ای | حبیب         | لو واروژان     |
| وادی عشق        | حبیب         | امیر کعبه‌ای | حبیب         | لو واروژان     |
| خسته‌ام          | حبیب         | امیر کعبه‌ای | حبیب         | لو واروژان     |
| نگو دیره        | مارتیک       | امیر کعبه‌ای | حسین واثقی   | منوچهر چشم‌آذر  |
| تعبیر           | مارتیک       | امیر کعبه‌ای | حسین واثقی   | منوچهر چشم‌آذر  |
| عاشق‌ترین        | هایده        | امیر کعبه‌ای | حسین واثقی   | کاظم عالمی     |
| یه روز          | هایده        | امیر کعبه‌ای | حسین واثقی   | کاظم عالمی     |
| گله دارم        | مهستی        | امیر کعبه‌ای | حسین واثقی   | داود اردلان    |
| دل              | شهلا سرشار   | امیر کعبه‌ای | حسین واثقی   | داود اردلان    |
| با تو قهرم      | دلارام       | امیر کعبه‌ای | حسین واثقی   | آندرانیک       |
| وطن             | عطا          | امیر کعبه‌ای | حسین واثقی   | لقمان ادهمی    |
| دایره هستی      | جلال همتی    | امیر کعبه‌ای | حسین واثقی   | آرمن آهارونیان |
| باز میگم عاشقتم | سامان        | امیر کعبه‌ای | جمشید شیبانی | جمشید شیبانی   |
| طلوع خورشید     | شیفته        | امیر کعبه‌ای | جمشید شیبانی | واهیک اسکندری  |
| سارا            | ناهید        | امیر کعبه‌ای | محمد مقدم    | محمد مقدم      |
| طناز            | داوود بهبودی | امیر کعبه‌ای | محمد مقدم    | محمد مقدم      |
| حکایت           | داوود بهبودی | امیر کعبه‌ای | داوود بهبودی | داوود بهبودی   |
| اشک             | بهرام فروهر  | امیر کعبه‌ای | محمد حیدری   | محمد حیدری     |